# 种群
生物系统层级关系：生物圈 > 生态系统 > 群落 >  > 个体
在生物学上，种群（英語：population）又称族群、居群、群体或個體群，指于一定空间范围内同时生活的同种生物的全部个体；或者说是由个体组成，而且能够确实进行交配的群体。族群的个体之间一般享有同一个基因库。
种群是研究的对象，亦是物種演化的基本單位。

## 生态学
生态学中，种群是指居住在同一特定地理区域并能有性繁殖的同一物种的一群生物。有性生殖种群的区域是指该区域内任何一对之间可能进行有性繁殖，并且内部繁殖比与跨区域繁殖的可能性更大的区域。
一个地区的总种群数量，可以根据观察到的个体数量，利用林肯指数来计算。